# Republicanismo

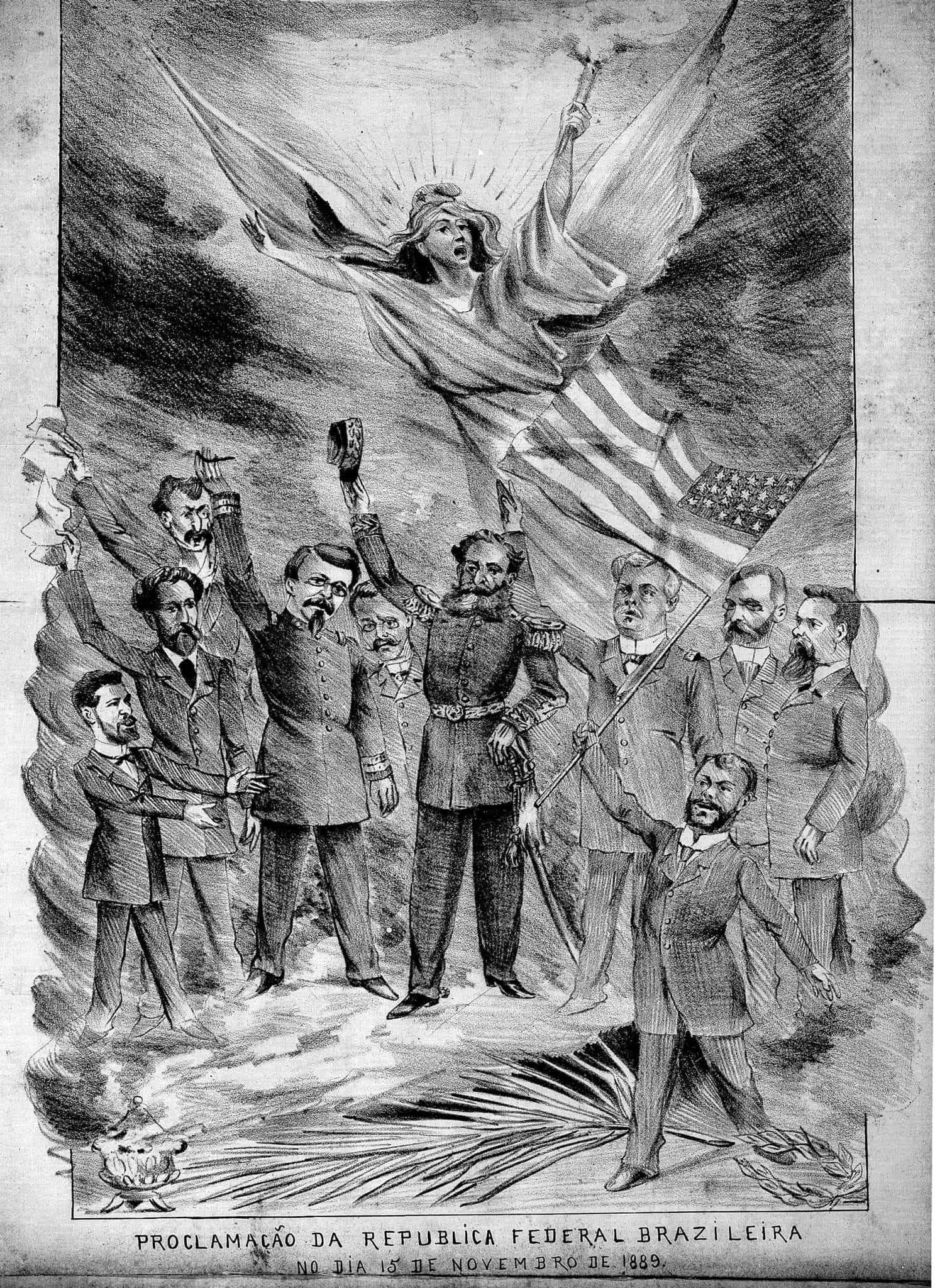
Alegoria da Proclamação da República publicada no jornal O Mequetrefe. Nela aparecem Deodoro da Fonseca, Ruy Barbosa, Quintino Bocaiuva, Silva Jardim, Lopes Trovão, José do Patrocínio e outros líderes do movimento republicano.

O republicanismo é a ideologia segundo a qual uma nação é governada como uma república, na qual o chefe de Estado é escolhido através do voto  ou do congresso (como em repúblicas parlamentares) para assumir a função por um determinado tempo, diferente da monarquia, na qual o indivíduo fica até o fim da vida ou sua abdicação.
Entretando nas repúblicas o cargo de chefe de estado pode ser hereditário ou ter monarcas (hereditários ou não) como por exemplo; República de Genova, República de Florença, República das Duas Nações, República de Veneza, República Holandesa, Comunidade da Inglaterra, Escócia e Irlanda e Império Romano (de 27 ac a 284 de jure).

## Republicanismo na história
O termo "república" remonta à antiguidade greco-romana, e a moderna ideologia republicana tomou formas ligeiramente diferentes, dependendo se ela foi desenvolvida nos Estados Unidos, França ou Irlanda.
Na versão ocidental, desenvolvida especialmente a partir dos escritos de Rousseau, defendeu o princípio da soberania popular e da participação popular. No entanto, no meio do século XX, inclui uma perspectiva individualista, isto é, assume-se que os indivíduos procuram a sua felicidade em si mesmo ao invés de uma participação política.

## Neorrepublicanismo
Desde fins dos anos 1980 e começos dos 1990 tem ressurgido uma corrente teórica republicana, ou neorrepublicana, especialmente nos países anglo-saxões. Os principais autores desse ressurgimento são, do ponto de vista da Teoria Política (ou da Filosofia Política), o irlandês Phillip Pettit, autor de Republicanism e, do ponto de vista da História, o inglês Quentin Skinner, autor de Liberty before Liberalism.
A teoria neorrepublicana de Pettit baseia-se na ideia de liberdade como "não-dominação" ou, de maneira mais direta, como "não-arbitrariedade". Para definir essa categoria, Pettit recupera as "duas liberdades" definidas por Isaiah Berlin (retomando uma ideia do francês Benjamin Constant), a liberdade negativa e a positiva.
A liberdade positiva consiste na participação direta dos cidadãos na vida política, com eles decidindo pessoal e constantemente os assuntos públicos; é o modelo característica e propriamente democrático, da Atenas idealizada por J.-J. Rousseau, em que todos participam do público e não há exatamente vida privada. Todos os cidadãos são livres porque submetem-se às leis que eles mesmos fizeram.
A liberdade negativa consiste na ação desimpedida dos cidadãos em suas vidas particulares, em que o Estado é limitado e não oferece muitos empecilhos para os cidadãos. Como o que importa é a ausência de obstáculos à ação dos indivíduos - e há leis que devem impedir algumas ações, como as que proíbem matar -, toda lei é vista como cerceadora das liberdades. Os cidadãos participam da vida política por meio do processo representativo, ou seja, por meio da escolha de representantes (deputados). Esse é o ideal liberal, como exposto, por exemplo, por John Locke e os federalistas.
A liberdade como não-arbitrariedade considera que as leis não são fundamentalmente obstáculos à ação individual, mas são constituidoras das liberdades: sem leis, ou seja, sem Estado não é possível a liberdade. Todavia, os cidadãos não participam da vida política (i. e., do Estado) o tempo inteiro, nem é o "povo" reunido em assembleia pública na ágora o autor das leis; a atuação dos cidadãos consiste em exercer um papel de fiscal e controlador do Estado, pelos mais variados meios, de modo a evitar e a impedir as arbitrariedades estatais. No modelo de Pettit, o processo legiferante continua nas mãos dos representantes eleitos, ou seja, dos deputados. O grande exemplo histórico é a Roma republicana, anterior ao Império e ao governo de Otávio Augusto; por esse motivo, essa teoria também é chamada de "neo-romana". Alguns grandes teóricos republicanos históricos são Cícero, Nicolau Maquiavel e Algernon Sidney.